# Juhász Mária
Juhász Mária (Budapest, 1954. december 17. – 1996. február) magyar táncdalénekesnő.

## Életpályája
Gyermekkora óta énekesnőnek készült. Az Albertfalva utcai Általános Iskolába és a Rózsa Ferenc Zeneiskolába járt, a Budai Nagy Antal Gimnáziumban érettségizett. Ákos Stefinél, majd később Hajdu Annánál tanult énekelni és az OSZK stúdióját is elvégezte 1976-ban. Diplomáját a Kereskedelmi és Vendéglátóipari Főiskolán szerezte. 1976-ban a Tessék választani! tánczenei bemutató versenyen tűnt fel. Legismertebb slágerét, a Ha árulnak majd gesztenyét című dalt is egy hasonló rendezvényen, az 1978-as Made in Hungary-n mutatta be. Ezt a szerzeményt a mai napig számtalan előadó feldolgozta. 1978-ban felvették a Magyar Rádió Könnyűzenei Stúdiójába, amelyet Balassa P. Tamás vezetett. Szerepelt az ORI műsoraiban többek között Záray Márta, Vámosi János és Korda György társaságában. 1979 körül, rövid ideig – Uzonyi Editet felváltva – a Skála együttes tagja is volt. Több énekessel vendégként szerepelt a Fonográf együttes országos turnéján és fellépett éjszakai szórakozóhelyeken is. A csehszlovákiai gottwaldovi Intertalent Fesztiválon a negyedik helyen végzett, amelyet akkor Suzi Quatro nyert meg. Szólóénekesként három hónapig vendégszerepelt a Szovjetunióban, a kecskeméti Propeller zenekar kíséretével. Ezután kereste meg a PRO Menedzser Irodától dr. Erdős Péter és hívta a Neoton Famíliába vokál énekesnek. Korábban Fábián Éva távozásakor is megkereste őt a menedzser, de akkor még a szólóénekesi pályát választotta. A Neoton Família egyik balatoni turnéján Stefanidu Janula helyett ugrott be, ekkor szerepelt először a csapattal. A Neoton és Zoltán Erika lemezein is vokált énekelt, Szólistaként közreműködött a Super Hits, Top Hits '83 lemezeken, illetve a Flashdance című maxi-single lemezen, amelyek Neoton produkciók voltak.
Nyilatkozata szerint kétszer szerepelt a televízió Egymillió fontos hangjegy című műsorában 1976 és 1980 között, majd 1981-ben a Pulzus műsorában is fellépett.
1984-től 1989-ig Lukács Erzsébet mellett a Neoton Família vokalistája volt. Abban az évben hunyt el, mint a zenekar meghatározó tagja, Jakab György.

## Dalai
| Év   | Dal                        | Szerző                          | Bemutató                  | Kiadás                     |
| ---- | -------------------------- | ------------------------------- | ------------------------- | -------------------------- |
| 1976 | Gyere kicsit bolondozni    | Idrányi Iván–ifj. Kalmár Tibor  | Tessék választani!        | rádiófelvétel              |
| 1977 | Kicsit igényes             | Nagy Tibor–Fodor Imre           | Tessék választani!        | nagylemez (vegyes előadók) |
| 1978 | Mondd meg, mit akarsz      | Fáy András–Neményi Tamás        | Egymillió fontos hangjegy | rádiófelvétel              |
| 1978 | Ez a sors                  | Dobsa Sándor–Bradányi Iván      |                           | rádiófelvétel              |
| 1978 | Csak álom                  | Poštulka–Boduslav–Hajnal István |                           | rádiófelvétel              |
| 1978 | Ha árulnak majd gesztenyét | Fáy András–Neményi Tamás        | Made in Hungary           | rádiófelvétel              |
| 1978 | A jóbarát                  | Barták                          |                           | rádiófelvétel              |
| 1979 | Gyere egyszer              | Pelles Péter Pál–Neményi Tamás  | Tessék választani!        | nagylemez (vegyes előadók) |
| 1979 | Nem mindegy                | Mészáros Ágnes                  |                           | rádiófelvétel              |
| 1981 | Úgy jössz, mintha mennél   | Fényes Szabolcs–Szenes Iván     | Pulzus                    | rádiófelvétel              |
|      | Köszönöm a zenét           | Andersson–Ulvaeus–Bradányi Iván |                           | rádiófelvétel              |